# Reinhold Kasten
Reinhold Kasten (* 1920; † 2011) war ein deutscher Abenteurer und Weltumsegler des 20. Jahrhunderts.

## Leben
Im Alter von 14 Jahren wurde er Seemann und fuhr dann 56 Jahre zur See. In 42 Weltreisen legte er über eine Million Seemeilen zurück. 24 Mal durchfuhr er das Bermudadreieck, 20 Mal umsegelte er Kap Hoorn, 18 Mal durchquerte er die Magellanstraße. Dabei überlebte er vier Schiffsuntergänge.
Auf seinen Reisen sammelte er mehr als 8000 Sehenswürdigkeiten aus aller Welt, z. B. den silbernen Stuhl des Königs von Tonga, den Tropenhelm von Albert Schweitzer, Kaiserstühle und Vasen aus China, echte Schrumpfköpfe (von Tieren) sowie über 500, heute zum Teil bereits geschützte tropische Tiere wie Schmetterlinge, Schlangen, Spinnen und Skorpione. Die Exponate waren über Jahrzehnte in Lübeck nahe dem Holstentor auf dem Museumsschiff Mississippi ausgestellt, das Kasten noch aus seiner Zeit bei der Kriegsmarine im Zweiten Weltkrieg kannte. Ab 2002 war die Ausstellung im „Teepott“ Rostock-Warnemünde untergebracht.